# Dendrocitta bayleii
La dendrogazza delle Andamane o gazza delle Andamane (Dendrocitta bayleii Tytler, 1863) è un uccello passeriforme appartenente alla famiglia Corvidae.

## Etimologia
Il nome scientifico della specie, bayleii, rappresenta un omaggio al politico e archeologo dilettante inglese Edward Clyve Bayley.

## Descrizione

### Dimensioni
Misura 32 cm di lunghezza, per 92-113 g di peso.

### Aspetto
Si tratta di uccelli dall'aspetto robusto, muniti di testa arrotondata, becco conico forte e visibilmente ricurvo verso il basso, forti zampe, ali digitate e lunga coda rettangolare. 
Il piumaggio si presenta di colore nero su testa, spalle e petto, oltre che sulle ali (con l'eccezione della punta delle copritrici, che è bianca) e sulla coda: tale colore sfuma nel bruno-arancio su dorso, codione, ventre, fianchi e coda.
Il becco, così come le zampe ed il cerchio perioculare, è di colore nero, mentre gli occhi sono di colore bruno scuro.

## Biologia
Si tratta di uccelli dalle abitudini di vita diurne, che vivono in gruppetti che possono arrivare a contare 12-20 individui: questi animali passano la maggior parte della giornata alla ricerca di cibo fra i rami degli alberi, rifugiandosi nel folto della vegetazione sul far della sera per passare la notte al riparo da eventuali predatori.
I richiami di questi uccelli sono metallici e sommessi, ricordando il cigolio di una ruota metallica: questi uccelli possono emettere anche dei versi più aspri e gracchianti, tuttavia il loro repertorio vocale è stato ancora poco studiato.

### Alimentazione
Sebbene la dieta di questi uccelli sia poco conosciuta, molto verosimilmente si tratta di animali onnivori, che si nutrono soprattutto di invertebrati e piccoli vertebrati, non disdegnando di tanto in tanto di integrare la propria alimentazione con frutta e bacche.

### Riproduzione
Il periodo degli amori va da marzo a giugno: si tratta di uccelli rigidamente monogami, nei quali i due sessi collaborano sia nella costruzione del nido (una struttura a coppa costruita fra i rami di un albero con rametti e fibre vegetali intrecciati in maniera piuttosto rozza), nella cova delle 3-6 uova (che è appannaggio esclusivo della femmina, sebbene il maschio durante l'incubazione rimanga di guardia nei pressi del nido e si occupi inoltre di reperire il cibo per sé e per la compagna) e nell'allevamento dei nidiacei, i quali, ciechi ed implumi alla schiusa, s'involano attorno alle tre settimane di vita e si rendono indipendenti a circa un mese e mezzo.

## Distribuzione e habitat
Come intuibile dal nome comune, la gazza delle Andamane è endemica delle isole Andamane.
L'habitat di questi uccelli è rappresentato dalla foresta pluviale sempreverde, sia primaria e secondaria, con predilezione per le aree nelle quali sono presenti dei grossi alberi.